# Warren DeMartini
Warren Justin DeMartini (Chicago, 10 aprile 1963) è un chitarrista heavy metal statunitense.
È noto principalmente per essere stato membro dei Ratt, una band hair metal americana molto popolare negli anni ottanta. Warren è conosciuto per i suoi numerosi assoli e riff che lo resero famoso sia nei Ratt che nelle altre sue collaborazioni, la più prestigiosa con i Whitesnake.
Il canale VH1 l'ha classificato tra i dieci più sottovalutati chitarristi hair metal degli anni ottanta.

## Biografia
Warren, il più giovane di cinque fratelli, ebbe in regalo dalla madre una chitarra elettrica all'età di 7 anni. All'età di 15, con i soldi raccolti a Natale, comprò un'altra chitarra e prese lezioni per imparare le tecniche di base. La sua prima band, formata da lui stesso, si chiamava "The Plague", ma poi egli si unì ad un'altra chiamata "Aircraft". Nel 1979 suonò presso La Jolla High School, guadagnando la fama di chitarrista prodigio.
Dopo qualche anno, Warren si unì ad una band chiamata "Enforcer", e nel 1981 raggiunse infine i Ratt. Egli fu molto influenzato dallo stile di Eddie van Halen, soprattutto dal primo album dei Van Halen. Lo stile di Warren si unì particolarmente bene allo stile del secondo chitarrista Robbin Crosby, influenzato molto da quello di Jimi Hendrix. Warren partecipò alla composizione di molte canzoni che resero celebri i Ratt, quali Round and Round, Body Talk, Lay It Down, Way Cool Jr.. Dopo la temporanea rottura dei Ratt, partì in tour con i Whitesnake nel 1994. In seguito compose due album da solista e rientrò nei Ratt.

## Discografia

### Solista
- 1995 – Surf's Up!
- 1996 – Crazy Enough to Sing to You

### Con i Ratt
EP
- 1983 – Ratt

Album in studio
- 1984 – Out of the Cellar
- 1985 – Invasion of Your Privacy
- 1986 – Dancing Undercover
- 1988 – Reach for the Sky
- 1990 – Detonator
- 1999 – Ratt
- 2010 – Infestation

Raccolte
- 1991 – Ratt & Roll 81-91
- 1997 – Collage
- 2002 – The Essentials
- 2003 – Ratt: Metal Hits
- 2005 – Rhino Hi-Five: Ratt
- 2007 – Tell the World: The Very Best of Ratt
- 2011 – Flashback with RATT

### Altri album
- 1991 – Dweezil Zappa – Confessions
- 1992 – Glenn Hughes – L.A. Blues Authority Volume II: Glenn Hughes - Blues
- 2000 – Stephen Pearcy – Before and Laughter
- 2001 – Sebastian Bach – Bach 2: Basics
- 2004 – Jack Blades – Jack Blades
- 2005 – Ozzy Osbourne – Prince of Darkness

### Tribute album
- 1998 – Forever Mod: Portrait of a Storyteller
- 1998 – Thunderbolt: A Tribute to AC/DC